# Termit-Massiv
Das Termit-Massiv ist ein bis zu 710 m hohes Gebirge südöstlich des Aïr-Gebirges am Südrand der Sahara in Niger.

## Lage und Charakteristik

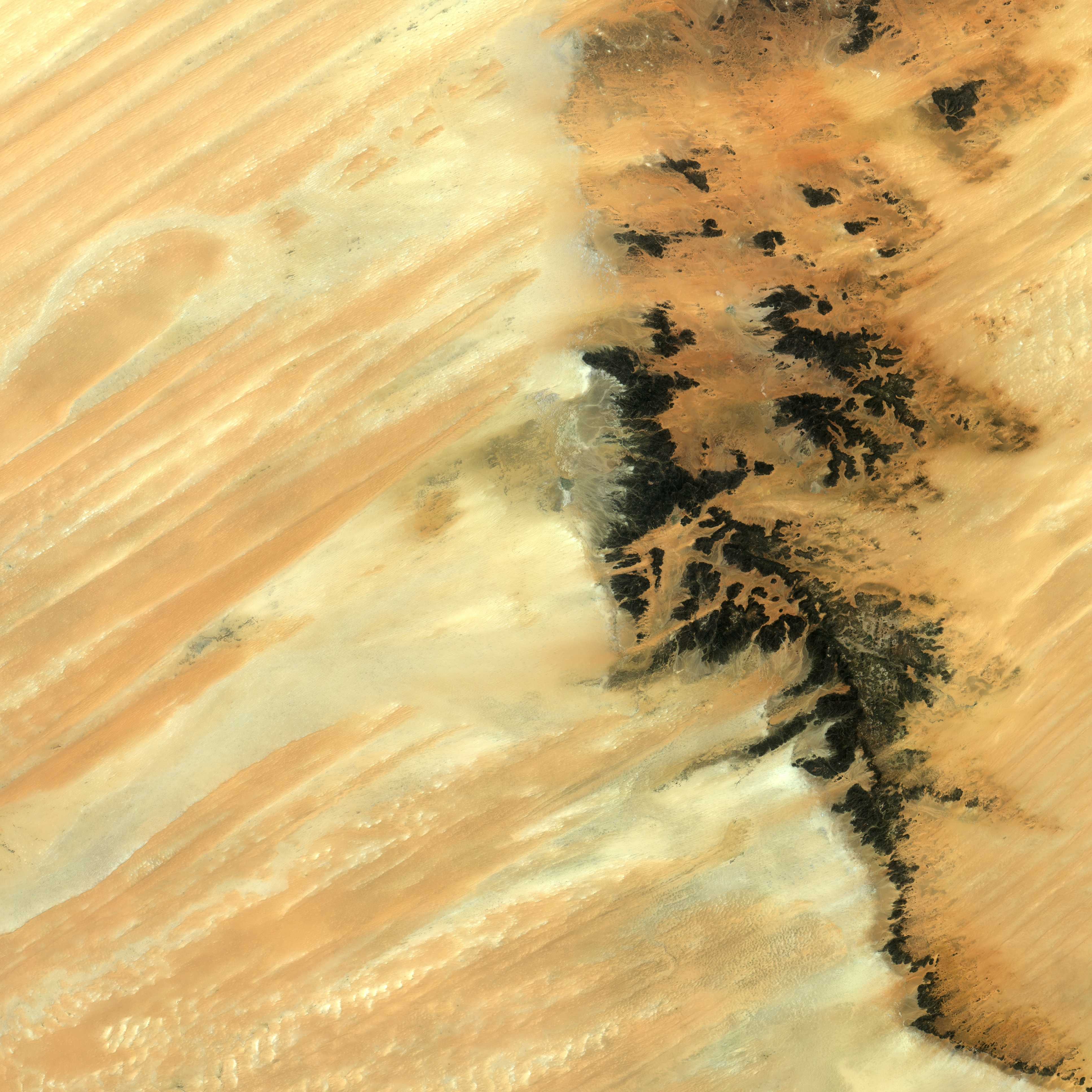
Satellitenaufnahme des Termit-Massivs

Das Termit-Massiv liegt im Gemeindegebiet von Tesker im Nordosten der Region Zinder. Geographisch befindet sich das Termit-Massiv im westlichen Teil des Tschadbeckens. Hier geht die Sahelzone in die Wüste Sahara über. Im Norden und Nord-Osten liegen die großen Sandwüsten der Ténéré und im Osten hinter der Wüste Tin-Toumma der Grand Erg du Bilma. Im Süden des Gebirges schließt das über eine Länge von 200 km linear verlaufende Tal der Dilia de Lagané an. Der südliche Teil des Gebirges ist von schroffen, schwarzen Sandstein-Formationen geprägt. In der Landschaft Gossolorom im Norden ragen einzelne Felsinseln vulkanischen Ursprungs aus der ockerfarbenen Sandwüste heraus. Im Termit-Massiv gibt es Niederschlagsmengen von weniger als 100 Millimeter im Jahr. Die Trockenzeit dauert von November bis Mai, die Regenzeit des westafrikanischen Monsuns dauert von Juni bis September.
Im Jahr 1989 führte die Rallye Dakar über das Termit-Massiv. Niger schlug der UNESCO 2006 die Aufnahme des Termit-Massivs in die Welterbeliste vor. Es ist seit 2012 ein namensgebender Bestandteil des Naturreservats Termit und Tin-Toumma, eines der größten Naturschutzgebiete auf der Landfläche der Erde.

## Besiedlung und Kulturgeschichte
Im Gebirge befinden sich vereinzelt Siedlungen der Volksgruppe der Tubu. Die Tubu leben hier von der Kamelzucht und vom Karawanenhandel, der sie durch die Große Sandwüste von Bilma bis nach Dirkou führt.
Im Termit-Massiv wurden zahlreiche archäologische Funde gemacht, die auf eine Besiedlungsgeschichte bis zurück in die Altsteinzeit verweisen. Zu den Funden zählen Mikrolithen, Quarzit-Werkzeuge aus dem Acheuléen und aus vulkanischem Gestein hergestellte Axtrücken. Aus nach-neolithischer Zeit stammen Eisenschmelzöfen, Gräber und Felszeichnungen.
Guy Le Rumeur schilderte eine Entdeckungsreise im Termit-Massiv in seiner Kurzgeschichte L’explorateur n’est pas revenu, die er 1944 unter dem Pseudonym Claude Fillieux im Sammelband L’âme de Sirré Somba herausbrachte und die, diesmal unter seinem realen Namen, erneut 1961 im Sammelband L’imprévu dans les dunes erschien.

## Fauna und Flora
Im Termit-Massiv leben Mendesantilopen und Damagazellen, die beide vom Aussterben bedroht sind. Hinzu kommen Dorkasgazellen, Fenneks, Geparde, Mähnenspringer, Schakale, Vögel und Reptilien.
Noch in den 1970er Jahren war die Tierwelt im Termit-Massiv weitgehend intakt, inzwischen sind die Bestände stark zurückgegangen. Besonders bedroht sind die Tiere durch Jagdgesellschaften aus Dubai und Libyen. Zur Pflanzenwelt im Termit-Massiv zählen Schirmakazien, Zahnbürstenbäume, Rispenhirsen, Traubenhafer, Indigofera (Indigo) und der Strauch Leptadenia pyrotechnica.